# Pelecanoides magellani
Pelecanoides magellani là một loài chim trong họ Pelecanoididae.